# Iglesia de Santa María la Mayor (Torreperogil)
La iglesia de Santa María la Mayor, ubicada en Torreperogil, provincia de Jaén, se trata de una obra de traza gótica, iniciada en las primeras décadas del siglo XVI, bajo el mandato del cardenal don Esteban Gabriel Merino, obispo de Jaén entre 1523 y 1535. Es un templo de una sola y esbelta nave con cabecera poligonal. Se divide en tres tramos separados por grandes arcos fajones apuntados, contrarrestados por cuatro poderosos contrafuertes al exterior. La cubierta se articula a base de bóvedas góticas estrelladas. La cabecera, continuada por Andrés de Vandelvira, está cubierta por una bóveda gótica estrellada, cuyos miembros descansan en baquetones y ménsulas. Está declarada Bien de Interés Cultural.

## Entorno
Ocupa una de las cotas más elevadas donde se enclava la población, siendo uno de los emplazamientos de mayor calidad histórica y ambiental, dentro de los preceptos albertianos del templo ideal, quedando exento y rodeado por un espacio público. Tanto el inmueble, como el entramado urbano de sus inmediaciones, son el resultado del primitivo emplazamiento del asentamiento humano. A raíz de la construcción del templo de Santa María la Mayor y en dirección norte-oeste se desarrolla el urbanismo a partir del siglo XV, de marcada traza medieval, que da sentido y recibe la influencia del inmueble mencionado.
Desde la fachada norte tiene vistas a los campos de Cazorla y Jódar, que dominan el legendario «Paseo de Santiago».
Hacia el lado este un desnivel fuerte del terreno ponía en comunicación este espacio elevado con el deprimido, donde circulaba el río Guadalquivir.
Dentro de los valores artísticos del monumento destaca su inserción dentro de la estilística renacentista, así como las fachadas exteriores y el retablo en piedra del Descendimiento, realizado por el autor Alonso de Vandelvira. Igualmente es significativa su integración con el conjunto de edificaciones que lo rodean, enlazando con el hito de las «Torres Oscuras», siendo éstas los restos del castillo del siglo XIII, que resultan apreciables desde varias vías de comunicación que atraviesan y rodean Torreperogil.

## Descripción

### Bóveda
Esta bóveda presenta decoración pictórica renacentista, con motivos geométricos, así como tondos con las efigies de las Virtudes, que representan la Sabiduría, Templanza, Justicia, Fortaleza, Esperanza, Caridad, Prudencia, Silencio y Largueza. Los restantes tramos están cubiertos por bóvedas de crucería estrelladas. Recibe luz el primer tramo a través de dos ventanales abocinados, otro ventanal abocinado con venera en el segundo tramo y dos vanos abocinados con venera en la cabecera.

### Retablo
El retablo mayor fue diseñado en 1555 por Julio de Aquiles y Hernán Cañamero, siendo sus entalladores Juan Pérez de Jaén y Juan de la Barba de Alcaraz, y se reformó en 1661 por el maestro Antonio Vago permaneciendo inacabado hasta el siglo XVIII, momento en el que fue dorado por José García de Espantaleón. El retablo, de planta lineal, que no se amolda a la cabecera, está compuesto por un banco con zócalo de piedra, dos cuerpos y tres calles, la central más ancha que las laterales, y ático. Sobre pedestal está el Sagrario en bronce. 
Las calles quedan separadas por cuatro columnas compuestas que apoyan en basamentos con motivos eucarísticos. El primer cuerpo está decorado en el centro con un cuadro de San Juan Evangelista sorprendido por la llama o luz divina. La calle central se ornamenta con ángeles que sostienen una cartela con frases alusivas a la consagración del pan y del vino y a los lados San Juan Evangelista y San Francisco. Las calles laterales del primer cuerpo poseen dos hornacinas de medio punto con las esculturas del Sagrado Corazón y una Virgen María, decoradas con pilastrillas mixtilíneas con rocallas, y rematadas mediante molduras con roleos. 
El entablamento se decora en la cornisa con tacos y en el segundo cuerpo aparecen cuatro columnas corintias que separan las calles de menores dimensiones. La hornacina central, que alberga una Virgen María, es poligonal con un arco de medio punto que apea en pilastras decoradas. A los lados hay hornacinas, también poligonales con arcos mixtilíneos, con San Esteban y San Blas. 
Tras el entablamento, en el ático, aparece el anagrama de la Virgen María, compuesto por un arco con la ciudad de Jerusalén y un Cristo enmarcado por pilastras y dos grandes roleos, coronándose con el ojo místico. En el lado de la Epístola, en el presbiterio, se encuentra un altar-retablo en piedra, obra de Alonso de Vandelvira de la segunda mitad del siglo XVI, lugar de entierro de la familia Cueva. Está organizado a modo de retablo con banco, y aparece estructurado en tres calles, siendo la mayor la central, y tres cuerpos, coronado por un arco de medio punto con intradós decorado por una faja de casetones decorado por máscara en el casetón central y florones. Se enmarca por pilares acodados con moldura que acoge un altorrelieve del Descendimiento con la ciudad de Jerusalén al fondo, compuesto por los Santos Varones, Cristo, la Virgen, San Juan y las Santas Mujeres. 
Las calles laterales quedan definidas por pilastras compuestas, cuyo fuste se ornamenta con motivos de tradición manierista, grutescos, máscaras y cintas. Entre las pilastras, el espacio vertical queda dividido en doble hornacina, las inferiores aveneradas. El entablamento que corona este altarretablo se remata por hornacina adintelada con venera sobre la cornisa; acoge en alto relieve un calvario flanqueado por ángeles. Colaterales a la hornacina, se aprecian composiciones piramidales centradas por tondos con la cruz de Calatrava en su interior y pináculos bulbosos. El banco de altar conserva panel de azulejería sevillana del siglo XVI, y sobre él la figura de Cristo yacente.
En el muro de la Epístola se encuentra el acceso a la sacristía a través de una puerta de madera con una sola hoja, dividida por moldura, quedando enmarcada por pilastras toscanas sobre pedestal y rematada por cornisas con pináculos y crestería en torno a un óvolo central.

### Segundo tramo de la nave
En el segundo tramo de la nave de la Epístola se encuentra una hornacina con San José, formado por dobles pilastras acanaladas, las de abajo toscanas y las de arriba compuestas, destacando en el entablamento un friso con triglifos y metopas con querubines, cornisa, cruz y bolas escurialenses. En el segundo tramo lado del Evangelio hay una capilla, compuesta por arco de medio punto y bóveda de medio cañón, donde se ubican Cristo crucificado, Nazareno y Dolorosa. A los pies del templo, en el lateral derecho se encuentra la capilla funeraria, que es la capilla de Ánimas. 
Su portada en piedra está formada por medias columnas adosadas a medias pilastras de capiteles compuestos de hojas y grifos con entablamento de marcado arquitrabe, friso liso y cornisa de variadas molduras con dentículos. En las enjutas aparecen figuras aladas alegóricas. El vano central queda enmarcado por pilastras dobles cuyos capiteles presentan decoración de ovas y flechas. El arco de acceso a la capilla es de medio punto de extradós y clave decorada. El interior de la capilla se cubre con bóveda de cañón con decoración de florones; sobre el entablamento y centrando la composición, existe una hornacina avenerada flanqueada por pilastras toscanas sobre basamentos, completándose con un sencillo entablamento. En su interior hay una escultura de bulto redondo de la Virgen coronada con el Niño Jesús en el brazo izquierdo, insertándose cronológicamente en la segunda mitad del siglo XVI. Colaterales a la hornacina están las esculturas de San Juan Evangelista a la izquierda, y una escultura de figura femenina de mediados del XVI. A los pies de la nave central se encuentra el coro, realizado a mediados del siglo XX, formado en la parte superior por arco de medio punto, y en la inferior por arco escarzano rebajado flanqueado por sendas pilastras, bajo el cual se encuentra la pila bautismal, que data del siglo XVI, realizada en mármol.

### Portadas
Tiene dos portadas al exterior labradas a principios del siglo XVI. La portada norte es obra de Diego de Alcaraz respondiendo a modelos platerescos. Dicha portada está dedicada a la Asunción de Nuestra Señora y presenta arco de medio punto con decoración de doce rosetas en su trasdós, dispuestas en cada una de sus dovelas, flanqueado por balaustres. El segundo cuerpo de la portada se presenta a modo de frontis acogiendo una hornacina bajo dosel, enmarcada por columnillas acanaladas de capiteles platerescos que acoge la imagen de la Virgen con el Niño. A los extremos del frontón, se aprecian sendos jarrones. En las enjutas de los arcos aparecen los escudos episcopales del cardenal Merino, quedando flanqueados por columnas abalaustradas sobre basamentos y capiteles. Sobre la portada, ventana de pronunciado derrame.
A los pies del templo, el muro oeste está rematado por un sistema de contrafuertes en las esquinas y ventanal tripartito de estilo serliano de fábrica moderna. La fachada termina en hastial rematándose su vértice por cruz de hierro forjado de factura moderna.
En la fachada sur del templo, a los pies, sobresale un volumen rectangular entre contrafuertes. La portada se organiza en torno a un vano de acceso en dos cuerpos coronados por moldurada cornisa con tejaroz, de estilo plateresco, que cuenta con dos arcos de medio punto separados por mainel de capitel con volutas y basa de sillares almohadillados en sus cuatro frentes. En la enjuta central, tondo con escudo del Obispo Esteban Gabriel Merino. La portada está abocinada mediante pilastras y columnas de abundante decoración plateresca, compuesta por arquitrabe, friso y cornisa que conduce al segundo cuerpo, que queda ocupado por un gran arco de medio punto decorado su trasdós por una gran venera que acoge a la escultura de la Virgen con el Niño y, a su derecha, escultura masculina de amplios ropajes. Alrededor de la venera, se observa decoración de cabezas de angelillos alados, enmarcándose este segundo cuerpo por columnas adosadas de capiteles platerescos; y en las albanegas, escudos lisos.
En el lado sur, el contrafuerte y volumen cúbico corresponden al cuerpo de la sacristía, de cubierta a tres aguas con ventana de medio punto en su cara sur. En la cara oeste, se sitúa un escudo laureado del prelado jiennense Esteban Gabriel Merino y, sobre este cuerpo, ventana abocinada de medio punto.

### Torre
La torre, situada en la fachada norte, es de la primera mitad del siglo XIX, organizada en dos cuerpos. El cuerpo de campanas tiene seis vanos de medio punto, dos en los lados mayores del rectángulo y uno, en los menores. En 1841 se llevó a cabo la demolición de la torre, entre los años 1952-54 fue derribado el cuerpo de campanas y en 1960 se efectuaron reformas que afectaron a la ordenación y ubicación de los retablos.